# Wanda Brońska
Wanda Brońska-Pampuch (ur. 11 września 1911, zm. 9 lutego 1972) – dziennikarka, tłumaczka i pisarka, córka Mieczysława Brońskiego, działacza Komunistycznej Partii Polski.

## Życiorys
Wraz z rodzicami towarzyszyła Leninowi w jego podróży pociągiem ze Szwajcarii do Rosji przed wybuchem Rewolucji Październikowej. Później jej rodzice zostali podczas tzw. „wielkiej czystki” rozstrzelani w Moskwie, ona sama trafiła do Gułagu, do kopalni złota w Magadanie. Po II wojnie światowej powróciła do Polski i została tu dziennikarką. Skierowano ją do pracy w Niemieckiej Republice Demokratycznej, stamtąd jednak w 1949 przeszła do Berlina Zachodniego. Potem podjęła pracę w rozgłośni polskiej Radia Wolna Europa, opisując z anteny radiowej m.in. prawdę o systemie sowieckich łagrów.
W 1953 z zadaniem zwrócenia się do wschodnioniemieckich służb Stasi o „uciszenie” (wyeliminowanie) Wandy Brońskiej skierowany został do NRD Józef Światło, który podczas tej misji zdecydował się na ucieczkę na Zachód.